# O człowieku, który się kulom nie kłaniał
O człowieku, który się kulom nie kłaniał – socrealistyczna, młodzieżowa powieść Janiny Broniewskiej z 1948.
Powieść jest silnie ideologiczną, wyidealizowaną, niemal hagiograficzną, biografią generała Karola Świerczewskiego, począwszy od dzieciństwa na warszawskiej Woli, poprzez naukę, pracę gisera, udział w walkach rewolucji październikowej i wojny domowej w Rosji, pobytu w Związku Radzieckim, wojny domowej w Hiszpanii, walk II wojny światowej, do śmierci w Baligrodzie. Ma charakter gawędy-wspomnienia. Od 1948 do 1978 doczekała się piętnastu wydań. Przez wiele lat była także obowiązkową lekturą szkolną. Powieść należała do elementów tworzenia legendy Świerczewskiego, budowanej od lat czterdziestych XX wieku w PRL.